# Seconde expédition Charcot
Cet article fait partie d'un « bon thème » labellisé en 2011.

Itinéraire du Pourquoi-Pas ? IV en 1908-10.

La seconde expédition Charcot, visant à explorer la côte antarctique, menée par Jean-Baptiste Charcot, a eu lieu entre le 15 août 1908 et le 4 juin 1910, à bord du trois-mâts Pourquoi-Pas ? IV.

## Objectifs scientifiques
Pour sa deuxième expédition, Charcot reçoit des instructions de l'Académie des sciences dans un programme détaillé rédigé par pas moins de 8 savants.

## Préparation et financement de l'expédition
Charcot rencontre moins de difficultés à effectuer les préparatifs de sa seconde expédition en Antarctique. Il se lance dans cette nouvelle aventure en bénéficiant du patronage de trois institutions :
- l'Académie des sciences ;
- le Muséum national d'histoire naturelle ;
- l'institut océanographique de Paris.

Le gouvernement français dote l'expédition d'une importante subvention.

Demande de financement faite par le Dr Charcot pour une nouvelle mission en Antarctique, 10 février 1907. Archives nationales de France.
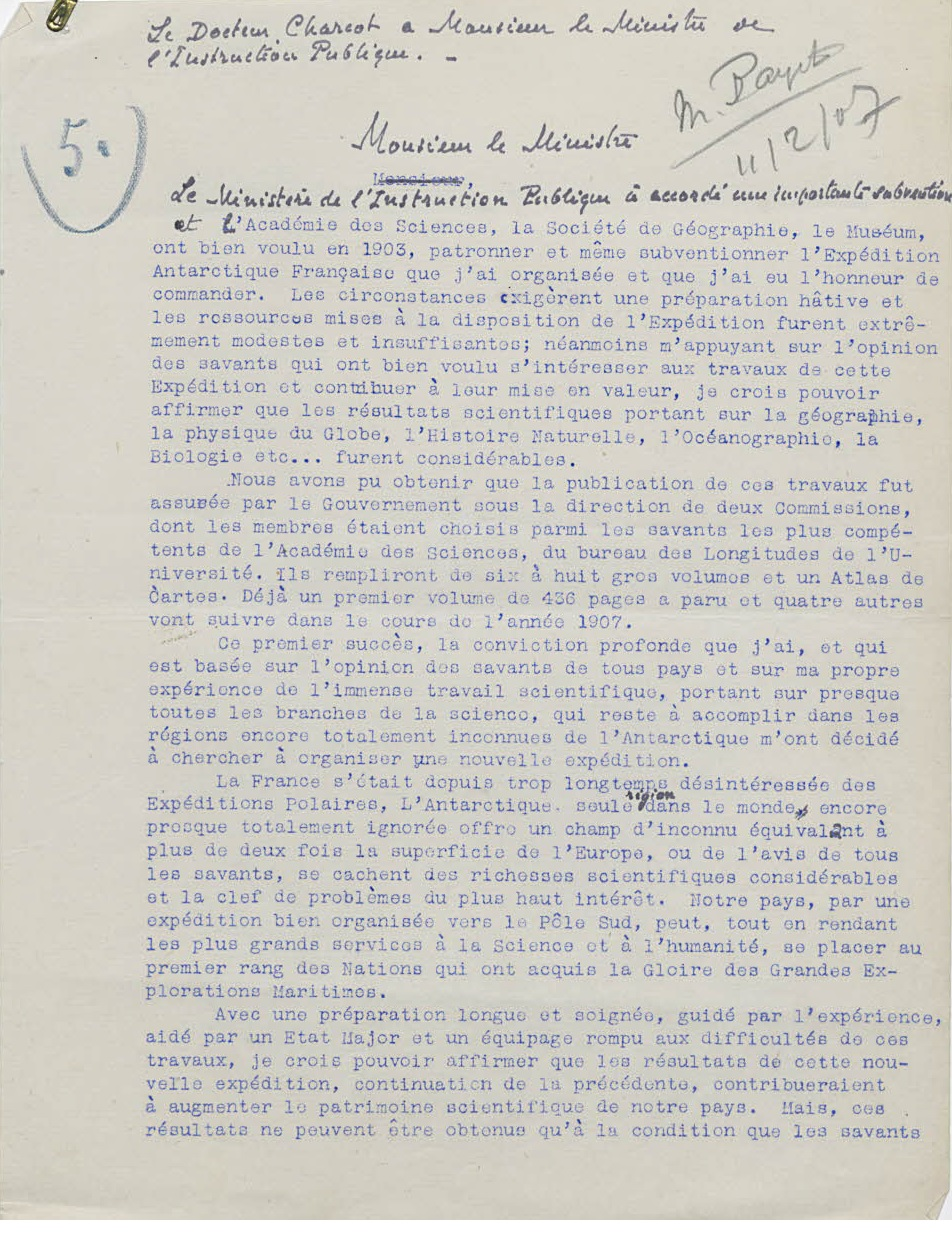
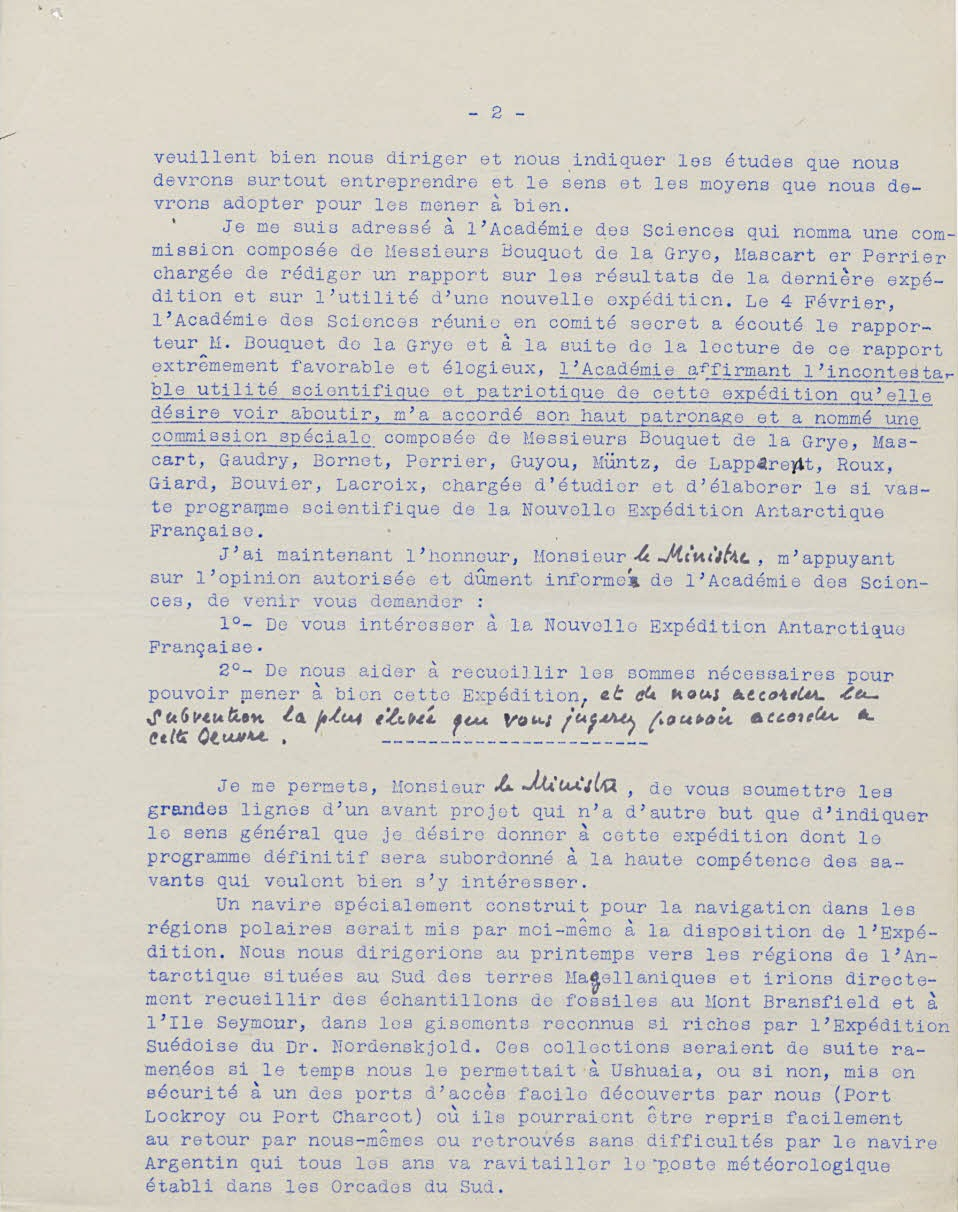
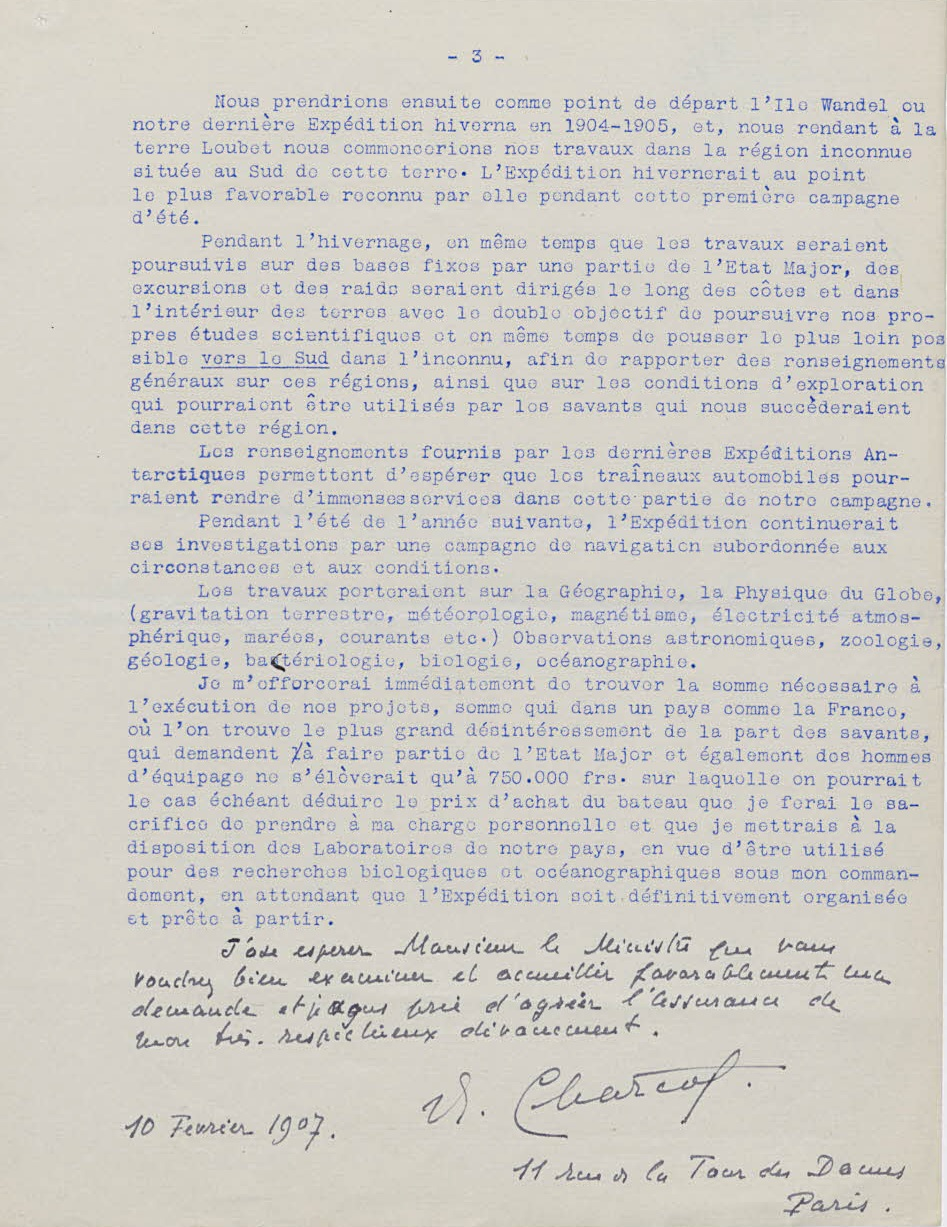

Charcot embarque trois traîneaux à moteur du constructeur De Dion Bouton dans son navire.
Le budget global de l'opération se monte à 750 000 francs-or.

## Déroulement de l'expédition
L'expédition explore d'abord la mer de Bellingshausen et la mer d'Amundsen, et découvre la Terre Loubet et l'île Charcot. L'hivernage 1909 se fait dans une grotte au sud-est de l'île Petermann, dans un endroit appelé Port de la Circoncision, parce que l'équipage y avait abordé le 1er janvier 1909 (fête de la circoncision de Jésus dans le calendrier liturgique catholique).
Début janvier 1909, le navire heurte une roche à fleur d'eau (64° 45′ S, 63° 30′ O) et endommage sa quille. Après près plus de 24h d'efforts, le navire est libéré.
En 1909, ils découvrirent l'île Renaud, la côte Fallières (Armand Fallières était à l'époque président de la République), les îles Mikkelsen, l'île ou le cap Pavie (le caractère insulaire du lieu n'avait pu être vérifié), l'île Adélaïde, l'île Millerand.

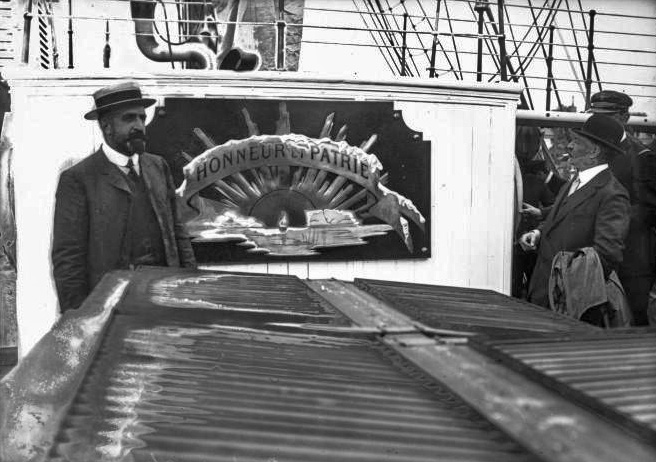
Le docteur Charcot à bord (15 août 1908).
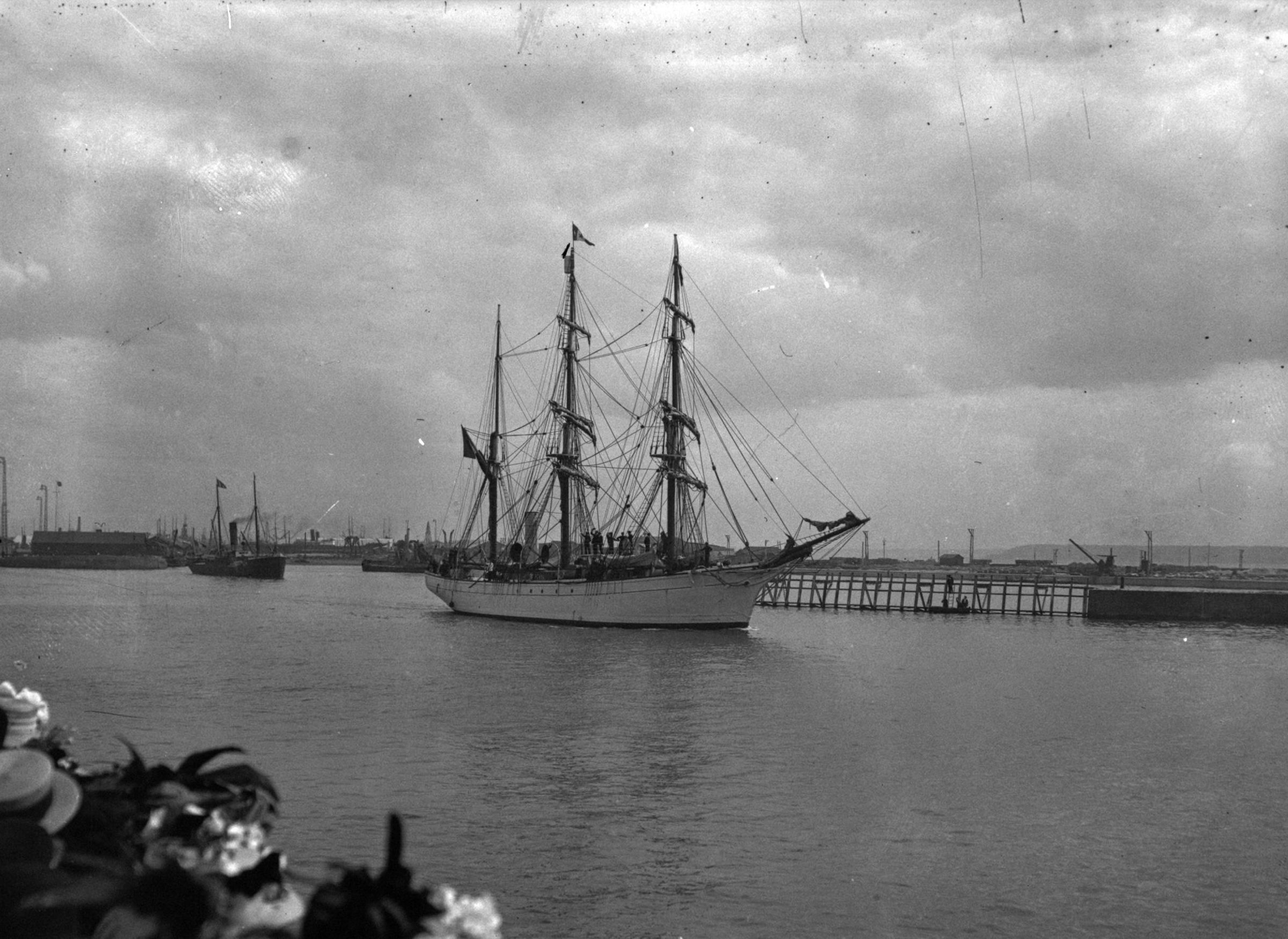
Le Pourquoi-Pas au Havre avant le départ.
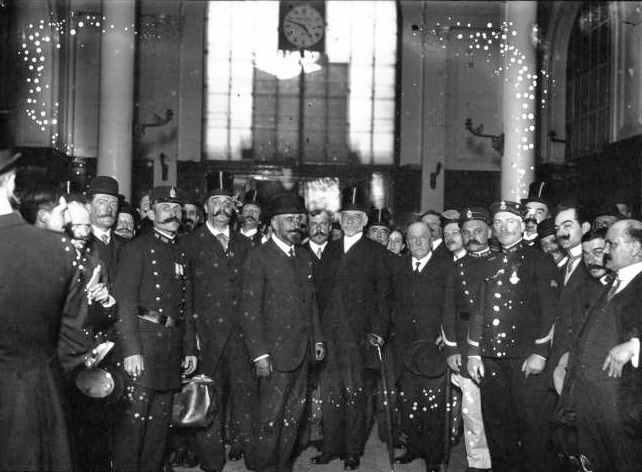
Retour du docteur Charcot à la gare Saint-Lazare (1910).

## Repères chronologiques
| Date             |                                          |
| ---------------- | ---------------------------------------- |
| 15 août 1908     | Départ du Havre                          |
| 16 décembre 1908 | Départ de Punta Arenas                   |
| 22 décembre 1908 | Arrivée à l'île de la Déception          |
| 26 décembre 1908 | Départ pour la première campagne         |
| 31 janvier 1909  | Début de l'hivernage à Port Circoncision |
| 26 novembre 1909 | Départ pour la seconde campagne          |
| 11 février 1910  | Retour à Punta Arenas                    |
| 4 juin 1910      | Retour au Havre                          |
| 5 juin 1910      | Arrivée à Rouen                          |

## La liste des membres duPourquoi-Pas?
- État-major :

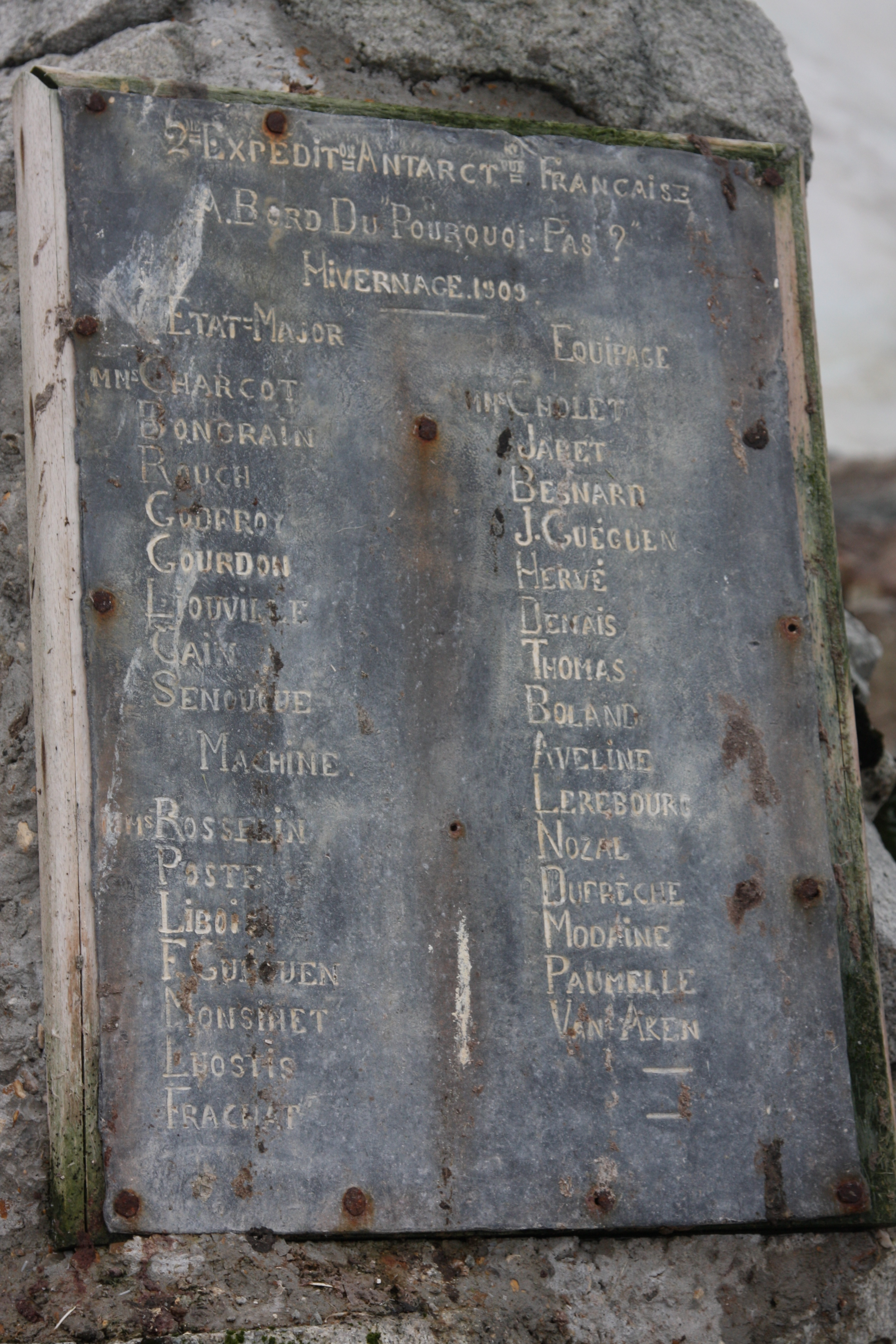
Plaque en hommage aux membres de l'expédition sur l'île Petermann, Antarctique.

  - Dr Jean-Baptiste Charcot, commandant, bactériologie
  - Maurice Bongrain, commandant en second, astronomie, hydrographie et sismographie
  - Jules Rouch, enseigne de vaisseau, météorologie, océanographie
  - René-Émile Godfroy, enseigne de vaisseau
  - Dr Ernest Gourdon, géologie et glaciologie
  - Dr Jacques Liouville (1879-1960)[5], médecin en second et zoologie, neveu de Jean-Baptiste Charcot[6]
  - Louis Gain, zoologie et botanique
  - Albert Senouque, magnétisme, actinométrie et photographie
- Équipage :
  - Ernest Cholet, patron
  - J. Jabet, maître d'équipage
  - J. Besnard, second maître
  - J. Guégen, matelot
  - Hervé, matelot
  - Thomas, matelot
  - Dufrèche, matelot
  - Lerebourg, matelot
  - Aveline, matelot
  - Denais, matelot
  - Nozal, élève de la marine marchande
  - Boland, élève de la marine marchande
  - F. Rosselin, chef mécanicien
  - Poste, second mécanicien
  - F. Guégen, chauffeur[7]
  - Monzimet, chauffeur
  - Lhostis, chauffeur
  - F. Libois, chauffeur et charpentier
  - Frachat, mécanicien moteur
  - Modaine, cuisinier
  - R. Paumelle, maître d'hôtel
  - Van Acken, second maître d'hôtel

Source